# معاملة المثليين في سانت لوسيا
قد يواجه الأشخاص من المثليين والمثليات ومزدوجي التوجه الجنسي والمتحولين جنسياً (اختصاراً: LGBT) في سانت لوسيا تحديات قانونية لا يواجهها غيرهم من المغايرين جنسيا.

## قانونية النشاط الجنسي المثلي

القوانين المتعلقة بالمثلية الجنسية في جزر الأنتيل الصغرى.
زواج المثليين
الاعتراف بزواج المثليين المنعقد في الخارج فقط، دون الاعتراف بعقده في الداخل
شكل آخر من أشكال الاعتراف القانوني
لا اعتراف، أو غير معروف
المثلية الجنسية غير قانونية، لكن القانون لايتم تطبيقه
المثلية الجنسية غير قانونية

النشاط الجنسي المثلي بين الرجال غير قانوني في سانت لوسيا.
القانون الجنائي، رقم 9 لعام 2004 (اعتبارا من 1 يناير 2005)
الفاحشة الجسيمة
المادة 132.
- (1) أي شخص يرتكب عملاً غير لائق مع شخص آخر جريمة ويكون مسؤولًا عن إدانته بالسجن لمدة عشر سنوات أو عند إدانته بإجراءات موجزة لمدة خمس سنوات.
- (2) لا تنطبق المادة الفرعية (1) على فعل من أفعال الفحش الجسيم يرتكب على انفراد بين شخص بالغ من الذكور وشخص بالغ من الإناث، وكلاهما يوافق على ذلك.
- (3) لأغراض القسم الفرعي (2) -
  - (أ) يعتبر أي فعل لا يرتكب على انفراد إذا ارتكب في مكان عام؛ و
  - (ب) يعتبر الشخص غير موافق على ارتكاب مثل هذا الفعل إذا -
    - (i) يتم ابتزاز الموافقة بالقوة أو التهديد أو الخوف من الأذى الجسدي أو يتم الحصول عليها من خلال مزاعم زائفة عن طبيعة الفعل؛
    - (ii) يتم الحصول على الموافقة من خلال تطبيق أو إدارة أي دواء أو مادة أو شيء بقصد تسمم أو إهانة الشخص؛ أو (iii) ذلك الشخص، والطرف الآخر في الفعل يعرف أو لديه سبب وجيه للاعتقاد بأن الشخص يعاني من اضطراب عقلي.
- (4) في هذا القسم، "الفحش الجسيم" هو فعل غير الجماع (سواء كان طبيعيًا أو غير طبيعي) من قبل شخص يتضمن استخدام الأعضاء التناسلية لغرض إثارة أو إشباع الرغبة الجنسية."

الجنس من الدبر
القسم 133.
- (1) يرتكب الشخص الذي يرتكب جريمة الجنس من الدبر جريمة ويكون مسؤولاً عن إدانته في لائحة الاتهام بالسجن ل -
  - (أ) مدى الحياة، إذا ارتكبت بالقوة ودون موافقة الشخص الآخر؛
  - (ب) عشر سنوات، في أي حالة أخرى.
- (2) أي شخص يحاول ارتكاب الجنس من الدبر، أو يرتكب اعتداء بنية ارتكاب الجنس من الدبر، يرتكب جريمة ويكون عرضة للسجن لمدة خمس سنوات.
- (3) في هذا القسم، تعني كلمة "الجنس من الدبر" الجماع الجنسي في الشرج من قبل شخص ذكر مع شخص آخر من الذكور."

### جهود إلغاء التجريم
في نوفمبر 2017، أثناء حديثها في اجتماع المركز الكاريبي للأسرة وحقوق الإنسان، كررت وزيرة الشؤون الخارجية سارة فلود-بيوبرون موقفها المتمثل في أن الحكومة «ستتمسك بقرارها بالامتناع عن إلغاء تجريم الجنس من الدبر والدعارة على الرغم من تصاعد الضغوط الدولية الدول والمنظمات.»
في فبراير 2019، بعد اغتيال شاب عمره 27 عامًا من غيانا مايكل بوران في سانت لوسيا طعنا بالسكين، قال «تحالف شرق الكاريبي للتنوع والمساواة» ومنظمة «متحدون وأقوياء» إنه يُزعم أن وفاة بوران ترجع إلى رهاب المثلية وإلى ميله الجنسي المتصوره. وحثوا حكومة سانت لوسيا على «التنديد بشدة بأي شكل من أشكال العنف والتمييز على أساس التوجه الجنسي والهوية الجندرية والتعبير عنها». و «تشجيع حكومات سانت لوسيا وشرق البحر الكاريبي على إعادة النظر في التأثير من قوانين الجنس من الدبر والفاحشة الجسيمة التي يتم تفسيرها على نطاق واسع على أنها تجريم مجتمع المثليين.»
في مارس 2019، أفيد أن هيرمانغيلد فرانسيس، وزير الأمن القومي ونائب مفوض الشرطة السابق، بأنه يدعم مراجعة قانون الجنس من الدبر في سانت لوسيا. وقال للصحفيين «إذا أراد سكان سانت لوسيا إعادة النظر في ذلك، فليس لي أي مشكلة في ذلك. لكنني أعتقد أن الوقت قد حان عندما يتعين علينا أن ننظر فيه حقًا. يجب أن يتمتع الجميع بحقهم في ممارسة معتقداتهم الجنسية ومعتقداتهم الدينية والارتباط بالأحزاب السياسية، أوافق على أنه ينبغي لنا مراجعة ذلك، المثلية الجنسية مع البالغين المتوافقين في خصوصيتهم - لا أرى أي مشكلة، لكن كما قلت، يحق لكل شخص أن يبدوا رأيهم ويجب أن نحترم الجميع في هذا النوع من النقاش».
في أواخر مارس 2019، أكد رئيس الكنيسة الكاثوليكية في سانت لوسيا، رئيس الأساقفة روبرت ريفاس، أن الكنيسة ليست ضد المثليين والمثليات وقد عبرت عن أملها في أن «تفعل حكومات المنطقة ما هو صحيح» في مسألة قانون الجنس من الدبر. قال: «في بعض الأماكن، تمت إزالته بالفعل. إذا كان قانونًا محزنًا وليس قانونًا يخدم غرضه بالطريقة التي يجب أن يخدم بها غرضه في الماضي، فيجب مراجعته وتحديثها.» وأضاف: «الكنيسة ليست ضد المثليين أو المثليات - ربما تكون الكنيسة ضد النشاط الذي توجد فيه مشكلة أخلاقية، لكن من حيث الشخص، ستحب الكنيسة دائمًا الشخص وترعى الشخص كما فعل يسوع». بعد أيام، في أوائل أبريل، رحب القس الميثودي المشرف، سيث أمبادو من الكنيسة الميثودية بالمثليين والمثليات، ولكن ليس بأنشطتهم، وقال أيضًا إن القانون محزن ولا يخدم غرضه، ثم يتعين مراجعته وتحديثه.

## معارضة إعلان الأمم المتحدة
كانت سانت لوسيا أيضًا العضو الوحيد في الأمم المتحدة من الأمريكتين الذي عارض رسمياً إعلان الأمم المتحدة بشأن التوجه الجنسي والهوية الجندرية.

## الحماية من التمييز
تحظر المادة 131 من قانون العمل، الصادر في عام 2006، «الفصل التعسفي» على أساس التوجه الجنسي.

## ملخص
| قانونية النشاط الجنسي المثلي                                                                  | للذكور (العقوبة: السجن لمدة تصل إلى 10 سنوات وغرامة)/ للإناث |
| المساواة في السن القانوني للنشاط الجنسي                                                       | / للإناث                                                     |
| قوانين مكافحة التمييز في التوظيف                                                              | (منذ عام 2006)                                               |
| قوانين مكافحة التمييز في توفير السلع والخدمات                                                 | No                                                           |
| قوانين مكافحة التمييز في جميع المجالات الأخرى (تتضمن التمييز غير المباشر، خطاب الكراهية)      | No                                                           |
| قوانين مكافحة أشكال التمييز المعنية بالهوية الجندرية                                          | No                                                           |
| زواج المثليين                                                                                 | No                                                           |
| الاعتراف القانوني بالعلاقات المثلية                                                           | No                                                           |
| السماح بالتبني للشخص العازب بغض النظر عن التوجه الجنسي                                        | No                                                           |
| تبني أحد الشريكين للطفل البيولوجي للشريك الآخر                                                | No                                                           |
| التبني المشترك للأزواج المثليين                                                               | No                                                           |
| يسمح للمثليين والمثليات ومزدوجي التوجه الجنسي والمتحولين جنسيا بالخدمة علناً في القوات المسلحة | ليس لديها جيش                                                |
| الحق بتغيير الجنس القانوني                                                                    | No                                                           |
| علاج التحويل محظور على القاصرين                                                               | No                                                           |
| الحصول على أطفال أنابيب للمثليات                                                              | No                                                           |
| الأمومة التلقائية للطفل بعد الولادة                                                           | No                                                           |
| تأجير الأرحام التجاري للأزواج المثليين من الذكور                                              | No                                                           |
| السماح للرجال الذين مارسوا الجنس الشرجي التبرع بالدم                                          | No                                                           |